# Ischnocnema venancioi
Espèce
Synonymes
- Eleutherodactylus venancioi Lutz, 1958

Statut de conservation UICN

 LC  : Préoccupation mineure
Ischnocnema venancioi  est une espèce d'amphibiens de la famille des Brachycephalidae.

## Répartition
Cette espèce est endémique du Brésil. Elle se rencontre de 800 à 1 200 m d'altitude dans les montagnes côtières de la Serra dos Órgãos dans les États de Rio de Janeiro et de São Paulo.

## Étymologie
Cette espèce est nommée en l'honneur de Joaquim Venancio.

## Publication originale
- Lutz, 1958 : Anfíbios novos e raros das serras costeiras do Brasil. Eleutherodactylus venancioi n.sp., E. hoehnei n.sp. Holoaden bradei n.sp. e H. luderwaldti Mir. Rib., 1920. Memorias do Instituto Oswaldo Cruz, vol. 56, no 2, p. 373-405 (texte intégral).